# バラトプル包囲戦
バラトプル包囲戦（バラトプルほういせん、英語：Siege of Bharatpur）は、1805年1月2日から2月22日にかけてインドのバラトプルにおいて、ホールカル家とイギリス東インド会社との間で行われた第二次マラーター戦争における一連の戦い。バラトプルの戦い（Battle of Bharatpur）とも呼ばれる。

## 包囲に至る経緯
1804年12月、ヤシュワント・ラーオ・ホールカルはイギリスとの数々の戦いに負けたのち、バラトプル王国の首都バラトプルへと逃げた。
ヤシュワント・ラーオの向かったバラトプル王国は、彼の父トゥコージー・ラーオ・ホールカルの時代に同盟国となった国である。すでに、バラトプル王ランジート・シングは彼とともにイギリスと戦うことを決めていた。

## 包囲戦

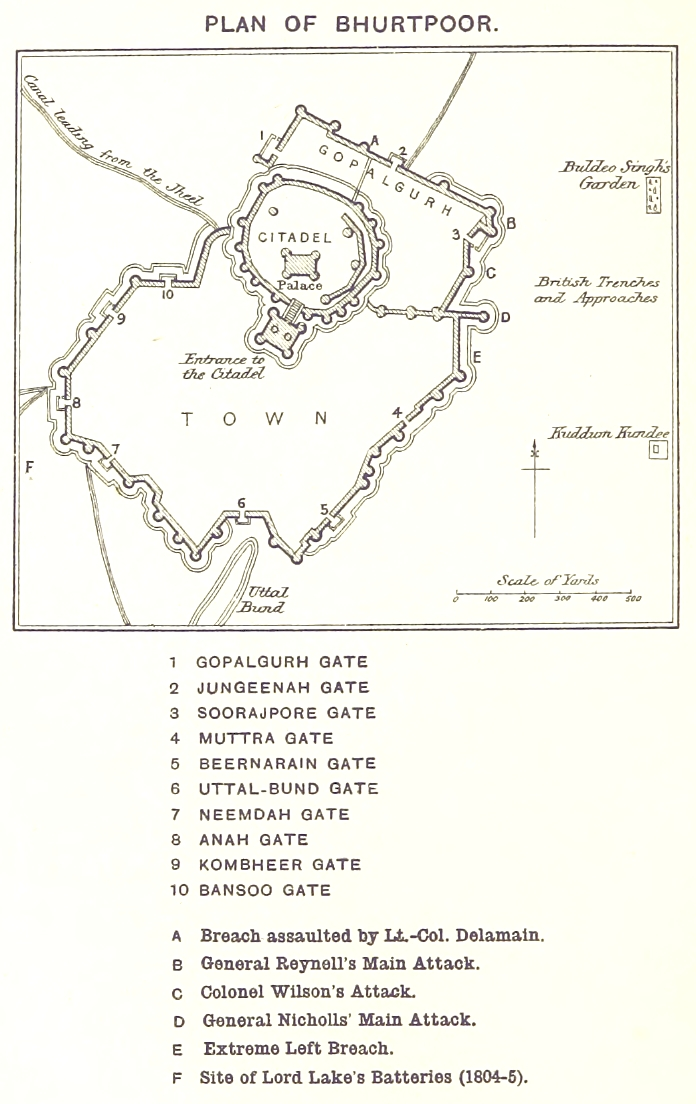
バラトプル包囲戦の計画

1805年1月1日にジェラルド・レイクはディーグを出発し、翌2日に到着。その日のうちにバラトプルを完全に包囲した。
1月9日、イギリス軍はバラトプルの城壁を破壊し、攻撃を仕掛けたが撃退された。
同月20日に仕掛けた攻撃も同様に撃退された。
2月20日、イギリス軍は再びバラトプルを攻撃したが、今度は多大な犠牲を払った上で追い払われた。
翌21日には、イギリス軍は最後の攻撃を行ったがこれも失敗し、翌日にバラトプルからの撤退を余儀なくされた。
イギリス側は一連の戦闘で3,000人以上の死傷者を出し、マラーターの側にとっては久方ぶりの勝利だった。

## その後
とはいえ、4月17日にバラトプル王ランジート・シングはイギリスと条約を結んでしまい、そのためにヤシュワント・ラーオはパンジャーブへと去らなければならなくなってしまった。
その後、ヤシュワント・ラーオはパンジャーブのシク王国の支援を受けたが、12月17日にイギリスと講和を結んだため、同月24日にラージガート条約を締結し、第二次マラーター戦争を終結させた。